# Fumiaki Miura
Fumiaki Miura (jap. 三浦 文彰, Miura Fumiaki; * 1993 in der Präfektur Tokio) ist ein japanischer Violinist.

## Leben und Wirken
Im Alter von drei Jahren erhielt Fumiaki Miura seinen ersten Geigenunterricht von seinem Vater, einem Konzertmeister, später an der Toho Gakuen School of Music in Tokyo bei Tsugio Tokunaga. Ab 2009 studierte er bei Pavel Vernikov am Konservatorium Wien Privatuniversität.
Im selben Jahr ging er als Erster Preisträger des Internationalen Violin-Wettbewerb Hannover „Joseph Joachim“ hervor und gewann zudem sowohl Kritiker- wie auch Publikumspreis. 
Im Jahre 2010 trat er bei den Festspielen Mecklenburg-Vorpommern, beim Festival Mitte Europa, Menton Festival, Festival Julian Rachlin and Friends und Braunschweig Classix Festival auf und musizierte dabei mit Künstlern wie Itamar Golan, Julian Rachlin, Janine Jansen und Pavel Vernikov.

## Auszeichnungen
- 2006 Zweiter Preis Internationaler Yehudi Menuhin Wettbewerb
- 2009 Erster Preis, Kritiker- und Publikumspreis Internationaler Violin-Wettbewerb Hannover